# Anthias anthias
Anthias anthias (Linnaeus, 1758) conhecido pelos nomes comuns de canário-do-mar, andorinha (português europeu) ou anthias-do-Mediterrâneo (português brasileiro), é um peixe ósseo pertencente à família Serranidae, comum no nordeste do Oceano Atlântico.

## Descrição
Trata-se de um pequeno peixe, com comprimento em adulto que pode variar entre 26 e 50 cm, com barbatanas pélvicas muito desenvolvidas e manchadas de amarelo, que passa a vermelho na época de acasalamento.
Os peixes desta espécie maturam inicialmente como fêmeas, transformando-se mais tarde em machos.
Sendo um peixe de comportamento bêntico, permanece escondido em buracos e fendas de rochas durante do dia, saindo à noite para procurar alimento na coluna de água.
Embora ocorram até aos 200 m de profundidade, são mais comuns em zonas costeiras e em montes submarinos com profundidades entre os 20 e os 50m.